# Hjördis Levin
Hildur Hjördis Charlotta Levin, född Eriksson 4 juni 1930 i Smedby, Östergötlands län, är en svensk historiker och författare.

## Biografi
Levin, som är dotter till trädgårdsmästarna Karl Erik Karlsson och Hildur Schwarz, genomgick i unga år kontorsutbildning och var kontorsanställd till 1968. Hon blev filosofie kandidat 1971 och filosofie doktor vid Umeå universitet 1994. Hon var kursledare i talteknik och argumentationsteknik vid Kursverksamheten i Stockholm från 1973 och verksam som taltränare i det egna företaget Juno Talarträning från 1986.
Levin har varit verksam frilansskribent, bland annat som medarbetare i Svenska Kvinnors Vänsterförbunds tidskrift "Vi Mänskor" från 1969. Hon har även skrivit artiklar för bland annat "Kvinnobulletinen" och "Acca" och varit verksam som föredragshållare. Hon var under 1980-talet medarbetare i uppslagsverket Focus och har skrivit biografiska artiklar över kvinnor för Svenskt biografiskt lexikon. 
Levin har sedan 1970-talet varit aktiv i Svenska Kvinnors Vänsterförbund och Grupp 8. Hon har även varit kommunalpolitiskt aktiv för Vänsterpartiet i Stockholms kommun som ledamot av sociala distriktsnämnden i socialdistrikt 9 (södra Farsta). Hon är medlem i Sveriges Författarförbund sedan 1988 och ledamot av Svenska Kvinnors Vänsterförbunds riksstyrelse.
Levins avhandling 1994 behandlar sexualdebatten 1880–1910 och hur den ledde fram till den så kallade Preventivlagen 1910 som förbjöd spridandet av bruk eller kännedom om preventivmedel hos allmänheten. Levin har sedan fortsatt kartlägga och beskriva den efterföljande perioden 1923–1936 med kvinnokamp för sexuellt likaberättigande och jämställdhet, och som bland annat ledde fram till avskaffandet av Preventivlagen 1938.
Levin är sedan 1955 änka efter chauffören Jonny Levin (1926–1955).